# Jeanne Alexandrine Pommery
Jeanne Alexandrine Pommery, född 1819, död 1890, var en fransk företagsledare. 
Hon var chef för vinhuset Pommery 1858-1890, efter sin makes död. 